# Bartatów
Bartatów (ukr. Бартатів, Bartatiw) – wieś na Ukrainie, w rejonie lwowskim (wcześniej w rejonie gródeckim) obwodu lwowskiego.
Pierwotna nazwa brzmiała Bartholdowa karczma (1433), w 1442 właściciel Barthold podarował miejscowość celem założenia miasteczka. Bartatów nie rozwinął się pomyślnie i pozostał wsią we własności rzymskokatolickiej archidiecezji lwowskiej. 
W II Rzeczypospolitej wieś w powiecie gródeckim województwa lwowskiego. 
W latach 1939–1944 nacjonaliści ukraińscy z OUN-UPA zamordowali tutaj 55 Polaków.